# Mingo Township (Missouri)
Mingo Township est un township du comté de Bates dans le Missouri, aux États-Unis,. En 2000, le township comptait une population de 235 habitants. Il est baptisé en référence à Mingo Creek (en), un affluent de la rivière South Grand (en).

## Source de la traduction
- (en) Cet article est partiellement ou en totalité issu de l’article de Wikipédia en anglais intitulé « Mingo Township, Bates County, Missouri » (voir la liste des auteurs).